# Epictia vellardi
Epictia vellardi là một loài rắn trong họ Leptotyphlopidae. Loài này được Laurent mô tả khoa học đầu tiên năm 1984.